# Parachanda
Parachanda är ett släkte av fjärilar. Parachanda ingår i familjen vecklare.
Kladogram enligt Catalogue of Life:
| Parachanda | \| \| Parachanda phantastis \| \| \| \| \| \| Parachanda polycosma \| \| \| \| |
|            | \| \| Parachanda phantastis \| \| \| \| \| \| Parachanda polycosma \| \| \| \| |
|            | Parachanda phantastis                                                          |
|            |                                                                                |
|            | Parachanda polycosma                                                           |
|            |                                                                                |